# Brunneriana signatipes
Brunneriana signatipes är en insektsart som beskrevs av Boris Petrovich Uvarov 1923. Brunneriana signatipes ingår i släktet Brunneriana och familjen vårtbitare. Inga underarter finns listade i Catalogue of Life.